# Marcus Aemilius Scaurus
Marcus Aemilius Scaurus (i. e. 163 – 89) római politikus és hadvezér.
Előkelő, de elszegényedett család sarja volt. Pályáját korabeli források szerint mint fa- és szénkereskedő kezdte, később jogi ismereteit felhasználva mindenféle furfanggal örökségét kicsalta. Szolgált a numantiai háborúban és Szardínia szigetén is. Miután aedilis curulis és praetor volt, pályázott a consulságra i. e. 117-ben, ám csak i. e. 115-ben nyerte el Marcus Caecilius Metellus társaként. Híres lett több törvény és a ligurok feletti diadala okán, majd princeps senatussá választották. Egy követség élén Jugurthához küldték, ahol Jugurtha több ízben is megpróbálta megvesztegetni, sikertelenül. Amikor másodszor volt Numidiában, mint L. Calpurnius Bestia legatusa, hagyta magát Jugurthától megvesztegetni, de ezért nem bűnhődött, mint Bestia, hanem i. e. 109-ben még censor lett. E tisztében helyreállította a pons Mulviust, s megépíttette Pisán és Lunán át a via Aemiliát. Mint az optimaták egyik vezetője, elkeseredett ellensége volt a néppártiaknak, mindazonáltal komoly tekintéllyel bírt a nép előtt méltóságteljes fellépése miatt. Sallustius lesújtó véleménnyel írt róla, Cicero ellenben nagyon dicsérte. Kiváló szónoki tehetséggel rendelkezett. Három részből álló önéletrajzát, amelyet a maga igazolására írt, Cicero magasztalva említi. A mű nem maradt fenn.
| Elődei: Caius Licinius Geta és Quintus Fabius Maximus Eburnus | Consul i. e. 115 collega: Marcus Caecilius Metellus | Utódai: Manlius Acilius Balbus és Caius Portius Cato |